# Mercedes-Benz M10
Con la sigla Mercedes-Benz M10 (o Daimler-Benz M10) si intende una piccola famiglia di motori a scoppio prodotti dal 1929 al 1935 dalla Casa automobilistica tedesca Daimler-Benz per il suo marchio automobilistico Mercedes-Benz.

## Caratteristiche

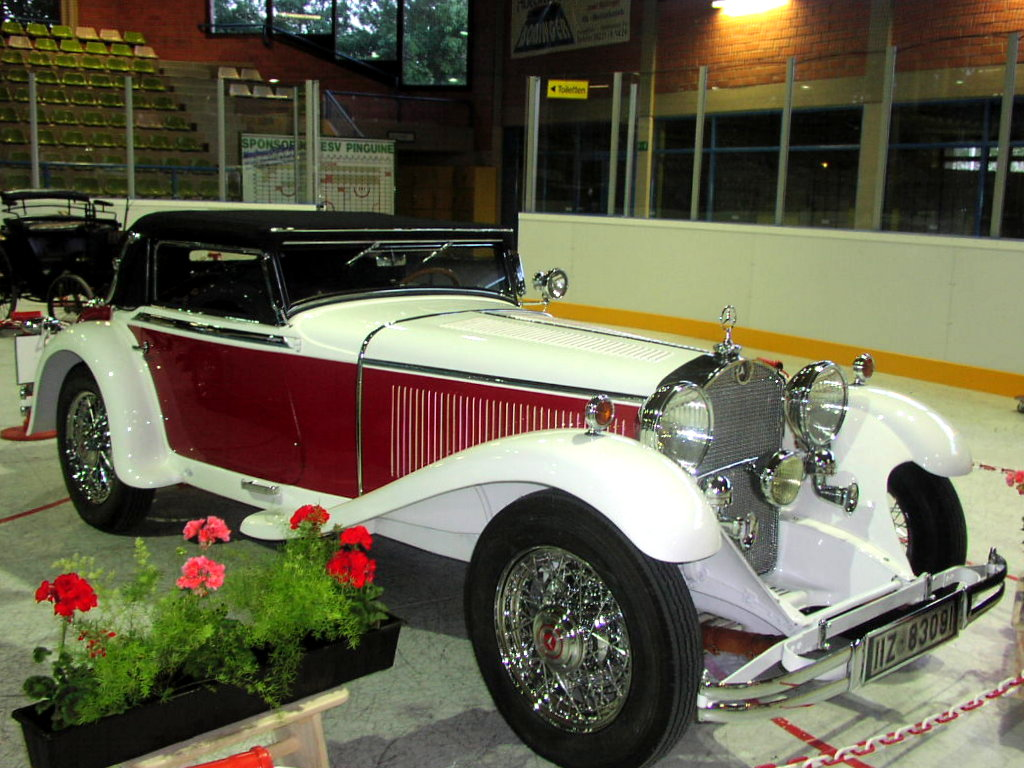
Una Mercedes-Benz 370 Mannheim, esempio di applicazione di un M10 da 3.7 litri

I primi motori M10 erano nati per sostituire il 6 cilindri M09 da 3.4 litri, del quale riprendevano l'architettura generale. 

In generale tutti i motori M10 condividevano le seguenti caratteristiche:
- layout a 6 cilindri in linea;
- basamento e testata in ghisa;
- monoblocco di tipo sottoquadro;
- distribuzione a valvole laterali;
- alimentazione a carburatore.

Di seguito vengono illustrate le diverse versioni dei motori M10.

### Versione da 3.5 litri
Il motore M10 da 3.5 litri è la prima versione in ordine cronologico tra quelle appartenenti alla famiglia M10. Deriva direttamente dal motore M05 da 3.4 litri ed ha le seguenti caratteristiche:
- alesaggio e corsa:79.8x114.8 mm;
- cilindrata: 3444 cm³;
- rapporto di compressione: 5.2:1;
- potenza massima: 70 CV a 3200 giri/min.
- applicazioni: Mercedes-Benz 14/70 PS Typ 350 Mannheim (1929-30).

### Versioni da 3.7 litri
Fin dal suo esordio, il motore M10 da 3.5 litri è stato dapprima affiancato ed in seguito sostituito dalla versione da 3.7 litri, anch'essa a 6 cilindri, ma che si differenziava dall'unità motrice più piccola principalmente per l'alesaggio, portato da 80 ad 82.5 mm, con conseguente aumento della cilindrata da 3468 a 3688 cc. 

Questa unità è stata proposta in tre varianti di potenza.

#### M10 da 68 CV
La variante meno potente era caratterizzata da un rapporto di compressione di 5.45:1. Tale unità era alimentata da due carburatori Zenith ed erogava 68 CV a 2900 giri/min. Le sue caratteristiche di motore a regime lento ne facevano un'unità motrice ricca di coppia motrice e pressoché indistruttibile. È stato perciò montato non su autovetture, ma su un autocarro per trasporto pesante, vale a dire il Mercedes-Benz G3A, prodotto dal 1929 al 1935.

#### M10 II
Il 3.7 M10 per uso automobilistico è noto anche con la sigla M10 II. Introdotto anch'esso nel 1929, era caratterizzato da un rapporto di compressione di 5.5:1, montava due carburatori Solex ed erogava una potenza massima di 75 CV a 3200 giri/min. È stato montato sulle Mercedes-Benz W10 15/75 PS Typ 370 Mannheim (1929-32).
Di questo motore è esistita una sottovariante, caratterizzata da un più alto rapporto di compressione (5.75:1), ed in grado di erogare 78 CV di potenza massima. Questo motore ha trovato applicazione sulle Mercedes-Benz WS10 15/78 Typ 370 Mannheim, prodotte nel solo 1933.